# 2643 Бернард
2643 Бернард (2643 Bernhard) — астероїд головного поясу, відкритий 19 вересня 1973 року.
Тіссеранів параметр щодо Юпітера — 3,385.